# Pour l'Amour des Chiens
Pour l'Amour des Chiens är ett studioalbum med den brittiska musikgruppen The Bonzo Dog Doo-Dah Band. Albumet lanserades 12 december 2007 av skivbolaget Storming Music. Medverkande på albumet är de kvarlevande från originalsättningen av Bonzo Dog Band: Neil Innes (sång, gitarr, piano, keyboard), Roger "Ruskin" Spear (tenorsaxofon), Rodney Slater (saxofon, klarinett), "Legs" Larry Smith (trummor, sång), Vernon Dudley Bohay-Nowell (såg, sång), Martin "Sam Spoons" Ash (percussion) och Bob Kerr (kornett, tenorhorn). Dessutom medverkar  “Shiny New Millennium Bonzos”: Adrian Edmondson, Stephen Fry och Phill Jupitus med olika vokala inslag. Bidragande musiker är Mickey Simmonds (producent), David Catlin-Birch (gitarr, sång), Johnny Marter (trummor, percussion) och Steve Barnacle (basgitarr, jazzgitarr).
Albumet utgavs som CD, 2xLP i vit vinyl och en begränsad upplaga innehållande CD och DVD. Pour l'Amour des Chiens mottog blandade recensioner.